# Oesterreichische Nationalbank

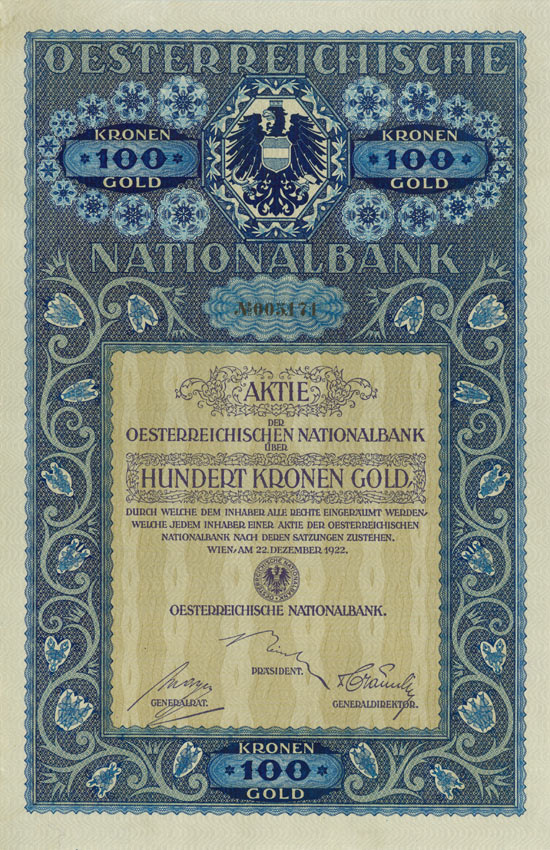
Aktie über 100 Kronen der Oesterreichischen Nationalbank vom 22. Dezember 1922

Die Oesterreichische Nationalbank AG (OeNB) ist als Zentralbank Österreichs integraler Bestandteil des Europäischen Systems der Zentralbanken (ESZB) bzw. des Eurosystems. Sie ist wesentlich an der Gestaltung der wirtschaftlichen Entwicklung in Österreich und der Eurozone beteiligt. Rechtlich handelt es sich bei der OeNB um eine Aktiengesellschaft. Sie unterliegt allerdings zusätzlich weiteren, im Nationalbankgesetz verankerten Regelungen, die sich aus ihrer gesonderten Position als Zentralbank ergeben. Im Rahmen des Eurosystems wirkt die OeNB an einer stabilitätsorientierten Geldpolitik mit. Auf nationaler Ebene kümmert sie sich um die Sicherung der Finanzmarktstabilität und der Geldversorgung und verwaltet Währungsreserven zur Absicherung des Euro in Krisenzeiten. Die Leitwerte im Hinblick auf die Aufgabenerfüllung der Oesterreichischen Nationalbank sind „Sicherheit, Stabilität und Vertrauen“.

## Geschichte

### 1816–1818

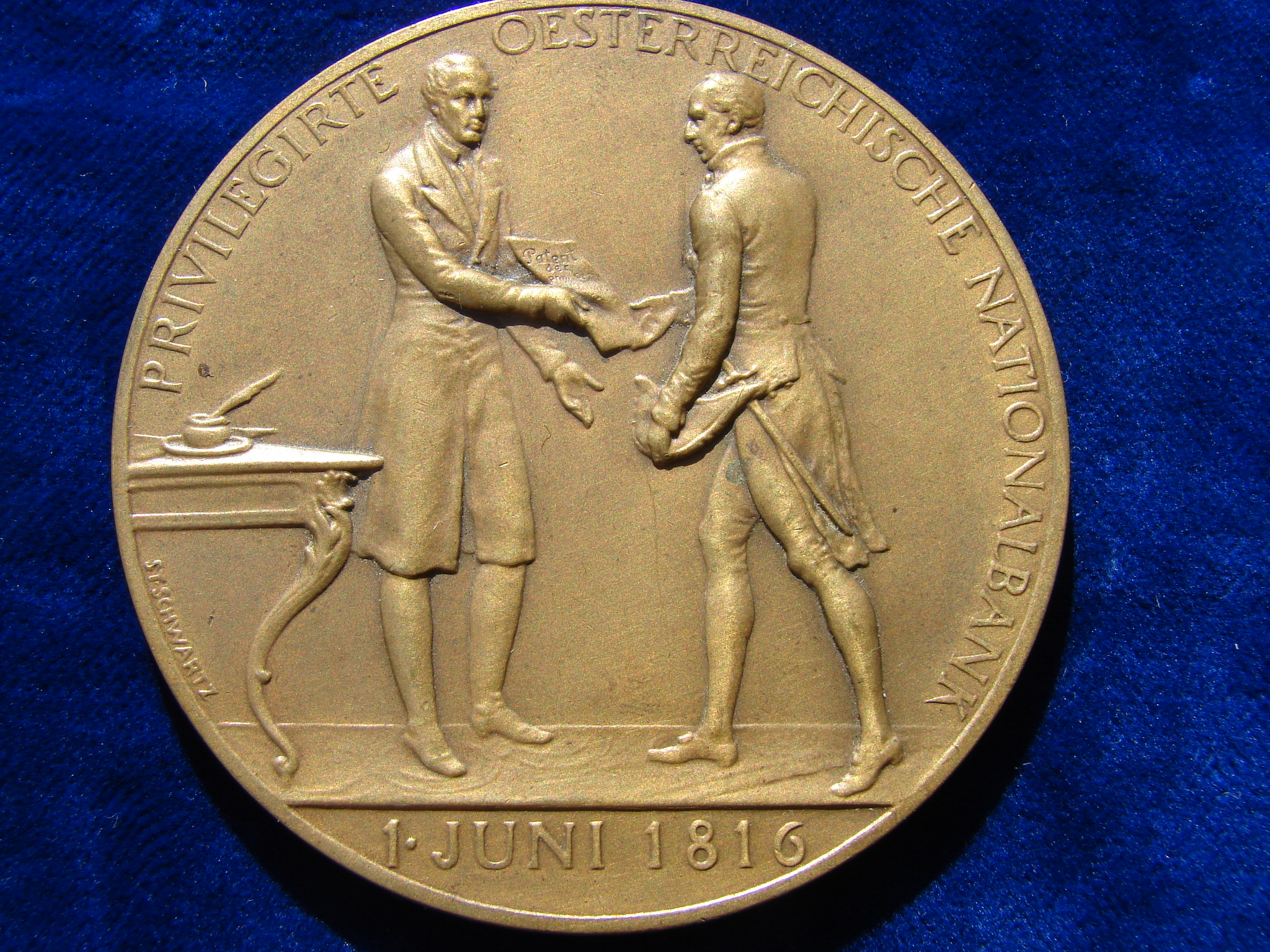
Graf von Stadion erhält von Kaiser Franz I. von Österreich das Patent zur Gründung der Oesterreichischen Nationalbank in Wien. Bronzemedaille zum 100. Jubiläum am 1. Juni 1916 von Stefan Schwartz, Vorderseite.

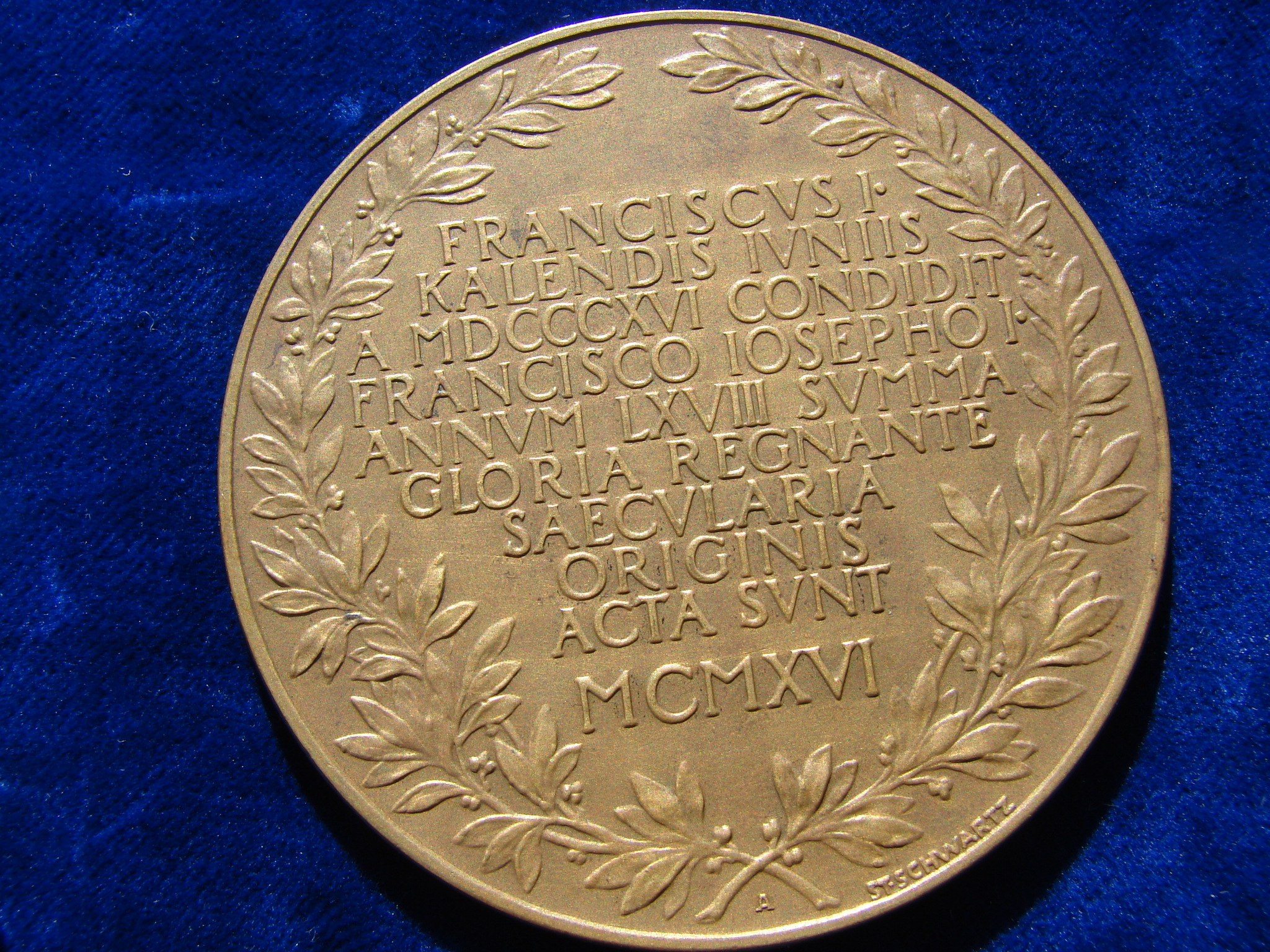
Rückseite dieser Medaille zur Hundertjahrfeier der Nationalbank.

Schon 50 Jahre vor der Gründung der Nationalbank führten die Habsburger erste Experimente mit Wertschriften in Form von Papiergeld durch. Schließlich wurde im 18. Jahrhundert die Ausgabe von Banknoten einem staatsunabhängigen Institut übertragen, woraufhin im Jahr 1762 die Ausgabe von Papiergeld, sogenannte „Bancozetteln“, durch die 1705 gegründete „Wiener Stadtbank“ erfolgte.
In Kriegszeiten übernahm die Staatsführung wieder die Kontrolle der Geldausgabe, sodass es zwischen 1796 und 1810 zu einer Inflation der Banco-Zettel kam. Der Staat ordnete die Zwangsannahme von Papiergeld im Privatverkehr an, was zu einem schnell anwachsenden Abschlag auf Banknoten am Markt führte. 1799 bekam man demnach für 100 Gulden Papiergeld nur 92 Gulden in Silbermünzen, und am Ende des Jahres 1810 war der Wert der Papiergulden auf 15 Prozent des Nominalwertes der Banco-Zettel gesunken. Später deklarierten die Habsburger eine Abwertung der Banco-Zettel im Verhältnis von 5:1. Dieser Akt wurde von der Geschäftswelt als Staatsbankrott gewertet, womit das Papiergeld eine rasche Entwertung erlebte.
Am Ende der napoleonischen Kriege stand der Vielvölkerstaat der Habsburger (→ Habsburgermonarchie) vor einer neuen Herausforderung: der Wiederherstellung einer europäischen Balance. Kirche, Adel, die Armee und das Beamtentum als Elemente im Ancien Régime reichten nicht aus, diese Aufgabe zu lösen, eine gut fundierte Wirtschaftslage war vonnöten. Außerdem konnte man die Gesetze von Angebot und Nachfrage nicht ohne weiteres vernachlässigen.
In Hinblick darauf wurden am 1. Juni 1816 von Kaiser Franz I. zwei Patente erlassen (später zur Unterscheidung als „Hauptpatent“ bzw. „Bankpatent“ bezeichnet); die „privilegirte Oesterreichische National-Bank“, als Aktiengesellschaft konzipiert, hatte sich ehestens zu konstituieren, dem Kaiser drei ihrer Direktoren zur Auswahl des Gouverneurs vorzuschlagen und ihre Tätigkeit provisorisch bereits am 1. Juli 1816 aufzunehmen.
Die Nationalbank besaß von nun an das Monopol für die Emission von Banknoten, was zu einer Beruhigung im österreichischen Geldwesen und zu einem Anstieg des Papiergeldwertes führte. Die Wirtschaft hatte nun wieder eine solide Geldquelle, die unabhängig von den Ausgabeplänen des Staates den Geldwert konstant hielt. Das Eigenkapital der Bank begründete diese durch Aktienemissionen.
Zunächst umfasste die Tätigkeiten der Bank – unter provisorischer Leitung – die Einlösung von Papiergeld und die Ausstellung von Aktien. Die volle Wirksamkeit erlangte die Nationalbank erst nach der Ausgabe von 1.000 Aktien und der damit verbundenen Möglichkeit der Aktionäre, die Leitung selbst festzusetzen.

### 1818–1878
Am 15. Juli 1817 erhielt die Nationalbank als „erstes Bankprivilegium“ das ausschließliche Recht zur unbeschränkten Ausgabe von Banknoten und in diesem Zusammenhang eine Sonderstellung hinsichtlich des Rediskontgeschäfts. Anfang 1818 stand die definitive Bankleitung. Zu ihr zählten führende Personen der Wiener Gesellschaft, u. a. die Bankiers Johann Heinrich von Geymüller und Bernhard von Eskeles. Von 1830 bis 1837 wurde das Amt des Gouverneurs von Adrian Nicolaus Freiherr von Barbier bekleidet. Nach ihrer Gründung residierte die Bank zunächst in der Singerstraße 17–19, ehe sie 1823 in die Herrengasse 17 / Bankgasse 1 übersiedelte.
In den Ländern der Habsburgermonarchie, die zu großen Teilen durch eine landwirtschaftlich ausgerichtete Erwerbsstruktur charakterisiert waren, zeigten einige Regionen ein reges kommerziell-gewerbliches Wachstum. Das Ziel war nun, ein System wirtschaftlichen Austausches zwischen diesen Gebieten zu schaffen. Sukzessive etablierte die Nationalbank ein Zweigstellennetz und garantierte so eine gleichmäßige Geld- und Kreditversorgung. Vom Hauptsitz in Wien erstreckte sich dieses Netzwerk über frühindustrielle Regionen und Handelszentren in Ost- und Mitteleuropa bis zum nördlichen Mittelmeerraum.
Handelswechsel und Münzgeld waren bevorzugte Aktiva der Nationalbank, weniger die Abgabe von Geld an den Staat. Mit den Wechselgeschäften unterstützte die Nationalbank den wirtschaftlichen Aufschwung der Monarchie und sicherte gleichzeitig den Vorrat an Silbermünzen für den Fall, dass der Bedarf an diesen im Tausch gegen Banknoten wider Erwarten zunimmt. 1818 blieb es der Nationalbank allerdings durch zunehmende Staatsverschuldung, aufgrund hoher Ausgaben in den Krisenzeiten, nicht erspart, eine Erhöhung der Staatstitelpositionen auf der Aktivseite ihrer Bilanz vorzunehmen.
Die Vorschriften des Gründungspatents der Nationalbank sicherten nicht ausreichend die Autonomie gegenüber der Staatsführung. Im Mittelpunkt des Kampfes um diese Unabhängigkeit stand die Frage, in welchem Ausmaß die Ausgabe von Banknoten auf der Grundlage von Staatsschuldverschreibungen erfolgen darf. Im Jahr 1841 erreichte eine Erneuerung des Bankprivilegiums eine Schwächung dieser Unabhängigkeit, indem der Einfluss der Aktienbesitzer zugunsten der Staatsverwaltung zurückgedrängt wurde. Während der Revolution von 1848/49 erhielten Anhänger konstitutioneller Ziele große Unterstützung durch leitende Persönlichkeiten der Nationalbank. Für etwa hundert Jahre nahm der österreichische Bankzweig des Hauses Rothschild (aus dem ab 1855 die „k. k. privilegierte Österreichische Credit-Anstalt für Handel und Gewerbe“, die spätere Creditanstalt, hervorging) eine führende Rolle am Bankplatz Wien ein. Salomon Mayer von Rothschild war während des Vormärz an allen wesentlichen Transaktionen der Nationalbank zur Sanierung des Staatshaushaltes beteiligt.
Besonderes Augenmerk richtete die Nationalbank auf die Entwicklung des Aufgeldes, das beim Umtausch von Banknoten in Silbergeld im Geschäftsverkehr zu zahlen war. Der Anstieg, der eine Entwertung der von der Bank ausgegebenen Noten entsprach, sollte verhindert werden. Aus gesamtstaatlicher Sicht bedeutet die Zunahme des Silberagio eine Verschlechterung der Austauschverhältnisse gegenüber dem Ausland, wodurch die preisliche Konkurrenzfähigkeit der österreichischen Außenwirtschaft negativ beeinflusst wird. Der Stabilisierung des Aufgeldes waren diverse Grenzen gesetzt. Zwar hing dessen Höhe von der Emissionstätigkeit der Bank ab, doch auch der Silberpreis und die möglichen Auswirkungen erhöhter staatlicher Verschuldung beeinflussten das Silberagio wesentlich. Vor allem die Revolution 1848 und Konflikte in den folgenden Jahren ließen das Silberagio ansteigen.
Zur Jahrhundertmitte zeigten sich die privaten Bank- und Großhandelshäuser nicht mehr imstande, die rasch anwachsende Finanzintermediation der Habsburgermonarchie zu bewältigen. Neue Formen der Kapitalbildung waren gefragt. Aus einer Initiative des Hauses Rothschild entstand die erste, von der Regierung zugelassene, private Aktienbank. Dieser Gründung folgten in den Jahren 1863 und 1864 zwei weitere Aktienbanken, zu deren Großaktionären wichtige Persönlichkeiten der Hocharistokratie zählten, die über große liquide Fonds verfügten. Insgesamt wuchs mit diesen Banken das Geldschöpfungspotential des „Finanzplatzes Wien“.
Die Notenbank stand vor einer weiteren schwierigen Aufgabe: mit ihren begrenzten Mitteln musste sie einerseits ausreichende Liquidität sichern und andererseits die inflationäre Ausbreitung der Geldmenge verhindern. Durch enge Kontakte zu den Aktionären des Wiener Finanzplatzes war eine (informelle) Abstimmung, vor allem zu Krisenzeiten, leicht gegeben. Dem gegenüber standen Meinungsverschiedenheiten im Notenbankdirektorium, die eine Durchsetzung von Beschlüssen erforderlich machten.
1861 wurde Friedrich Schey von Koromla Direktor der Nationalbank. Am 27. Dezember 1862 erfuhr das Bankprivilegium eine weitere Neuerung. Die Unabhängigkeit der Nationalbank vom Staat wurde wiederhergestellt und verankert. Des Weiteren wurde die direkte Kontingentierung des Notenumlaufs nach dem System der „Peel’schen Bankakte“, die besagt, dass der das fixe Budget von 200 Millionen Gulden überschreitende Notenumlauf durch Silbermünzen bedeckt sein muss, eingeführt. Schon 1866, als der Deutsche Krieg für Österreich mit einer Niederlage endete, war die Einhaltung dieses Systems nicht mehr gegeben. Der Staat sah sich genötigt, eine Entschädigung für die Verletzung des Privilegiums zu leisten. Dieser Ausgleich wurde durch ein Gesetz vom Jahr 1872 gestützt, nach dem die Nationalbank Noten bis zu einer Höchstgrenze von 200 Millionen Gulden ausgeben darf und jede weitere Auszahlung vollständig durch Gold oder Silber gedeckt sein muss.
1873 stellte sich der wirtschaftliche Aufschwung der Habsburgermonarchie in einem lang anhaltenden Kursanstieg dar. Ein nun zu erwartender Einbruch konnte durch das Verhalten der Wiener Börse nicht abgefangen werden, sodass es zu dem „Großen Krach von 1873“ kam. Die 1872 festgelegten Beschränkungen des Notenumlaufs wurden für kurze Zeit außer Kraft gesetzt. Wider Erwarten wuchs die Geldmenge am Krisenhöhepunkt allerdings nur um knapp 1 % über das in der Bankakte vorgeschriebene Limit hinaus. Die Banken sowie die Industrie- und Gewerbeunternehmen überstanden den Krach ohne größere Verluste, obwohl die Aktienkurse deutlich unter dem Anfangsniveau lagen.
Auf die Jahre großen Wachstums folgte eine Zeit der Stagnation.

### 1878–1922
Im Rahmen der Ausgleichsverhandlungen zwischen Österreich und Ungarn im Jahr 1867 konnte die Nationalbank ihre Privilegialrechte uneingeschränkt ausüben; das Königreich Ungarn hatte nunmehr allerdings das verbriefte, alle zehn Jahre ausübbare Recht, eine eigene Notenbank (Zettelbank) zu gründen. Da sich nach der ersten 10-Jahre-Periode ergab, dass weiterhin keiner der beiden Teile der Monarchie eine selbständige Zettelbank errichten wollte, wurde am 28. Juni 1878, vorerst bis 31. Dezember 1887 limitiert, die Oesterreichisch-ungarische Bank errichtet und mit dem Notenbankprivileg ausgestattet. Das erste Privilegium der neuen Bank war ein Kompromiss, in dem einerseits Regelungen zur Haftung für die Staatsschulden sowie andererseits Vorschriften zur Begrenzung des Einflusses der Regierung auf die Bankgeschäfte enthalten waren. 1878 wurde Gustav von Leonhardt Generalsekretär der Bank.
Die Generalversammlung und der Generalrat bildeten die Einheit der Bankverwaltung. Zwei Direktionen und Hauptanstalten – in Wien und Budapest – repräsentierten den dualen Charakter der Bank. Einer langen Diskussion folgte schließlich 1892–1900 die Währungsumstellung vom Gulden (Silberwährung) zur Krone (Goldstandard) mit „Goldkronen“ genannten Münzen.
Da die neuen Banknoten im Publikumsverkehr sehr beliebt waren, häuften sich nun viele Goldmünzen in den Tresoren der Oesterreichisch-ungarischen Bank. Diese Zeit war durch eine ausgewogene Verbindung aus Wachstum und Preisdämpfung geprägt; das „Pro-Kopf-Sozialprodukt“ wuchs, während das Preisniveau vorwiegend stabil blieb. Vor diesem Hintergrund fiel es der Notenbank leicht, eine neue Industrialisierungswelle zu fördern.
Mit einem dritten Privilegium 1899 wurden zum einen Bedingungen festgelegt, unter denen die Bank in den finanziellen Dienst der beiden Staaten gestellt werden konnte, zum anderen gab es wichtige Neuerungen, die eine gute Devisenpolitik bahnten. Bis 1914 blieb das Umtauschverhältnis der österreichisch-ungarischen Währung mit nur geringen Schwankungen unverändert. Im Gegensatz dazu stand die von Konflikten geprägte politische Entwicklung.
Die expansive Außenpolitik führte rasch zu hohen Kosten, für die zu einem erheblichen Teil die Notenbank aufkommen musste. Die Stabilität der Währung war in Gefahr. Kurz nach Beginn des Ersten Weltkriegs, 1914, legte die Heeresleitung fest, alle beschlagnahmten Güter mit dem doppelten Preis zu entschädigen. Es folgte eine zunehmende Knappheit der Güter, damit verbunden eine laufende Ausweitung der Geldmenge und schließlich der Anstieg des Preisniveaus auf das 16-Fache.
Die anfallenden Kriegskosten der Doppelmonarchie wurden zu 40 % über Notenbankkredite und zu 60 % durch Kriegsanleihen gedeckt. Über die Dauer des Krieges wurde die in den letzten Jahrzehnten aufgebaute Leistungskraft eingefroren. Bei Kriegsende, 1918, war das Realeinkommen der Arbeiter im Durchschnitt auf ein Fünftel ihres Einkommens im letzten Friedensjahr, 1913, gefallen.
Mit dem Kriegsende war auch das Aus für die alte Ordnung gekommen. Der Zerfall von Cisleithanien und Transleithanien in mehrere Nachfolgestaaten bewirkte, trotz der Anstrengungen der Notenbank, die Ordnung zu bewahren, eine Währungstrennung (siehe Kronenwährung beim Zerfall der Monarchie, Nachfolgestaaten). Zunächst wurde eine eigenständige „österreichische Geschäftsführung“ der Bank eingeführt. Sie war angehalten, die Defizite des Staatshaushaltes der 1918 gegründeten Republik Österreich zu tragen.
Der neue südslawische Staat begann im Jänner 1919, seine Kronenbanknoten abzustempeln. Die ebenfalls neu gegründete Tschechoslowakische Republik behielt die Kronenwährung (bis heute) bei, bedruckte aber ihre umlaufenden Banknoten ab Februar 1919 mit Hinweisen darauf, dass es sich nun um tschechoslowakische Kronen handle. (Das Land konnte eine Inflation, wie sie Österreich erlebte, vermeiden.) Im März 1919 begann Deutschösterreich, seine Kronenbanknoten abzustempeln.
Der Staatsvertrag von Saint-Germain-en-Laye vom 10. September 1919, der von Österreich am 25. Oktober 1919 ratifiziert wurde und am 16. Juli 1920 in Kraft trat, legte die Abstempelung und den Ersatz aller Kronenbanknoten aller Nachfolgestaaten Österreich-Ungarns sowie die vollständige Liquidation der Oesterreichisch-ungarischen Bank unter Aufsicht der Kriegssieger fest. Die letzten Sitzungen der Bank fanden Mitte 1921 und Ende 1922 statt.
Nach einer Zeit der Überbewertung der Krone stieg der Dollarkurs ab 1919 wieder an. 1921 mussten bereits über 5.000 österreichische Kronen pro Dollar gezahlt werden. Neben dem erheblichen Abfall des Außenwertes gab es in Österreich zunehmende Inflation. Ende 1922 wurde schließlich mit ausländischer Hilfe ein Sanierungsprogramm – die „Genfer Protokolle“ – verabschiedet, das den Preisauftrieb bremste.

### 1922–1938
Mit Bundesgesetz vom 24. Juli 1922 wurde der Finanzminister beauftragt, eine Notenbank zu errichten, die den gesamten Notenumlauf zuzüglich der Giroverbindlichkeiten der österreichischen Geschäftsführung der Oesterreichisch-ungarischen Bank zu übernehmen hatte. Mit Bundesgesetz vom 14. November 1922 wurden einige Bestimmungen des Gesetzes geändert und die Satzungen der Oesterreichischen Nationalbank kundgemacht. Mit Verordnung der Bundesregierung Seipel I vom 29. Dezember 1922 wurde die der österreichischen Geschäftsführung der Oesterreichisch-ungarischen Bank erteilte Ermächtigung zur notenbanklichen Tätigkeit mit 1. Jänner 1923 als erloschen erklärt und die Aufnahme des Geschäftsbetriebs der Oesterreichischen Nationalbank mit diesem Tag kundgemacht.
Die Satzungen der Oesterreichischen Nationalbank (OeNB) sicherten die Unabhängigkeit vom Staat, die Selbstständigkeit der Bank unter Ausschluss äußerer Einflüsse sowie das entsprechende Eigenkapital. Zunächst stand die Stabilisierung der österreichischen Währung im Vordergrund. Mit dem Schillingrechnungsgesetz vom 20. Dezember 1924 wurde die Schillingwährung (Erste Republik) mit 1. März 1925 eingeführt; sie löste die Kronenwährung ab. Für 10.000 Kronen bekam man nun einen Schilling.
Als wichtige Persönlichkeit im Hinblick auf die Ordnung des Staatshaushaltes ist Viktor Kienböck zu nennen. Er war in der Zeit von 1922 bis 1924 und von 1926 bis 1929 Finanzminister der ersten Republik sowie von 1932 bis 1938 Präsident der Oesterreichischen Nationalbank. Durch sein Wirken blieb der österreichische Schilling, auch über die Weltwirtschaftskrise hinaus, stabil. Unter dieser Bedingung war es der Notenbank möglich, die Vielzahl der Bankzusammenbrüche der vergangenen Zeit zu bewältigen.

### 1938–1945
Dem am 13. März erlassenen Anschlussgesetz entsprechend, wurde die Reichsmarkwährung mit Verordnung des Führers und Reichskanzlers vom 17. März 1938 im Land Österreich eingeführt und der Kurs bestimmt: Eine Reichsmark ist gleich einem Schilling fünfzig Groschen. Am gleichen Tag ordnete der Reichskanzler an, dass die Geschäftsführung der zu liquidierenden Nationalbank auf die Reichsbank übergeht.
Mit Verordnung dreier Minister des Deutschen Reichs vom 23. April 1938 wurde die Nationalbank als Eigentum der Reichsbank festgestellt und ihren Banknoten die Eigenschaft als gesetzliches Zahlungsmittel per 25. April 1938 aberkannt; öffentliche Kassen hatten Schillingbanknoten noch bis zum 15. Mai 1938 anzunehmen. Alle Gold- und Devisenreserven wurden nach Berlin transferiert.
Der Zweite Weltkrieg schwächte die österreichische Wirtschaft in hohem Maße; die Produktionskraft nach dem Krieg entsprach nur noch 40 % jener von 1937 (siehe auch Luftangriffe auf Österreich). Zur Kriegsfinanzierung brachte die Reichsbank in hohem Ausmaß Banknoten in Umlauf, denen nur bei einem großen Sieg des Reiches tatsächliche Werte gegenüberstellbar gewesen wären. Da Preise strikt reguliert waren, konnte aber Inflation während des Krieges praktisch „verboten“ werden.

### 1945–1998
Im besetzten Nachkriegsösterreich wurden von den Besatzungsmächten anfangs rund 10 Milliarden Alliierte Militärschillinge gedruckt, was zu beträchtlichem Preisauftrieb beitrug.
Mit der Wiedererrichtung der Republik Österreich durch die Österreichische Unabhängigkeitserklärung vom 27. April 1945 kam es zur Wiederaufnahme der Tätigkeit der Oesterreichischen Nationalbank. Mit dem „Notenbank-Überleitungsgesetz“ vom Juli 1945 wurden vorläufige gesetzliche Regelungen für die Tätigkeit der Bank festgelegt. Die Wiederherstellung der österreichischen Währung war ihre erste große Aufgabe. Ziel war die Zusammenfassung aller Währungen, die zu der Zeit im Umlauf waren, und deren Abstellung auf eine neue österreichische Währung. Das „Schillinggesetz“ vom November 1945 war die Grundlage für die Wiedereinführung des Schillings als gesetzliches Zahlungsmittel in der zweiten Republik. Danach galt es den Liquiditätsüberhang abzubauen, Unternehmen nötige Mittel für neue Investitionen zur Verfügung zu stellen und den Außenwert des Schillings für den Aufbau der Wirtschaft wettbewerbsgerecht zu gestalten. Zunächst änderte sich allerdings nur wenig an der inflationären Situation und auch der Schilling war im Hinblick auf andere Währungen weiterhin deutlich unterbewertet.
Das „Währungsschutzgesetz“ von 1947 brachte eine wesentliche Veränderung des Geldüberhangs. Einige Einlagen wurden ohne Ersatz gestrichen, andere in Forderungen gegen den Bundesschatz umgewandelt. Folgende Umtauschaktion verringerte die Bargeldmenge zudem wesentlich: Banknoten aus dem Jahr 1945 wurden eingezogen und in neue Schillingnoten im Verhältnis 1:3 getauscht. Nur 150 Schilling pro Person konnte man 1:1 wechseln.
Zur Steuerung der Inflation kamen die Sozialpartner in den Vordergrund. Die Zusammenschlüsse von Arbeitgebern und Arbeitnehmern setzten 1947 Preise für Bedarfsartikel fest, außerdem wurden die Löhne angehoben. Dies war das erste der insgesamt fünf „Preis-Lohn-Abkommen“ der Sozialpartner. Im Jahr 1952 wurde der Preisauftrieb durch den einschränkenden Einsatz geldpolitischer Instrumente durch die Nationalbank gebremst. Auch die Außenwirtschaft entspannte sich nach dem Ende des Koreakrieges langsam.
Im Jahr 1955 wurde die Oesterreichische Nationalbank durch das neue Nationalbankgesetz als Aktiengesellschaft neu gegründet und das mit dem Nationalbank-Überleitungsgesetz geschaffene Provisorium beseitigt. Das Nationalbankgesetz sah vor, das jeweils die Hälfte des Kapitals beim Bund und bei privaten Aktionären liegen soll. Neben der Unabhängigkeit von Kreditforderungen des Staates, enthielt das neue Nationalbankgesetz ebenso die Anordnung, dass die Notenbank im Rahmen ihrer Währungs- und Kreditpolitik auch auf die Wirtschaftspolitik der Bundesregierung achten muss. Außerdem zählten von nun an die Bereiche Offenmarkt- und Mindestreservepolitik zu den Instrumenten der Nationalbank.
Die österreichische Wirtschaft stabilisierte sich zunehmend, durch eine gute Finanz- und Geldpolitik konnte ein hohes Wachstum, bei geringem Preisauftrieb und langfristiger Wahrung des außenwirtschaftlichen Gleichgewichtes, erzielt werden.
1960 trat Österreich der Europäischen Freihandelszone bei und beteiligte sich an der Europäischen Integration.
In den sechziger Jahren kam das internationale Währungssystem, das auf Gold-Dollar-Konvertibilität beruhte, ins Schwanken und währungspolitische Reformen waren nötig. Zunächst war die Lockerung der Wechselkursanpassungen zwischen mehreren Staaten eine Option. Amerikanische Zahlungsbilanzprobleme brachten allerdings Kapitalverkehrsbeschränkungen mit sich, woraufhin der Euro-Dollar-Markt entstand. 1971 wurde die Goldkonvertibilität des US-Dollars aufgehoben.
1975 unterbrach eine Rezession das zunehmende Wachstum der Zeit. Internationale Zahlungsbilanzungleichgewichte bewirkten sehr umfangreiche Devisenbewegungen, wodurch die Interventionskraft der österreichischen Währungspolitik stark herausgefordert wurde. Deren Aufgabe war nun, die Wirkung der Devisen auf inländische Wirtschaftsaktivitäten zu steuern, den Schilling im Rahmen der sich ständig verschiebenden Wechselkurse zu stabilisieren und den Preisauftrieb angemessen zu kontrollieren. Da die Zuflüsse ausländischer Mittel ein zu hohes Ausmaß annahmen, wodurch die Wirtschaftsstabilität gefährdet wurde, ging die Politik den Weg der unabhängigen Kursgestaltung in einem Pool ausgewählter europäischer Währungen.
Der Einbruch der Wirtschaft zwang die politischen Entscheidungsträger zu einem neuen Kurs mit aktivseitiger Kreditkontrolle, verhaltener Lohnsteigerung, finanziellen Impulsen bei Angebot und Nachfrage sowie niedrig gehaltenen Zinssätzen. Dieses System der Regulation hielt allerdings den nötigen Strukturwandel auf, sodass es schon 1979 aufgegeben werden musste. Am 30. August desselben Jahres ab etwa 3 Uhr früh zerstörte ein Feuer große Teile des Hauptgebäudes der Oesterreichischen Nationalbank in Wien, wobei 383 Männer der Berufsfeuerwehr Wien sowie die Freiwillige Feuerwehr der Stadt Schwechat eingesetzt waren. Brandursache war vermutlich eine glimmende Zigarette und eine zumindest teilweise abgeschaltete Brandmeldeanlage. Die Instandsetzungsarbeiten dauerten bis 1985 an.
Ziel in den achtziger Jahren war es, die wirtschaftliche Leistungskraft mit Hilfe eines wettbewerbsorientierten Leistungsvergleiches zu stärken. Die Erkenntnisse aus den siebziger Jahren regten die österreichische Währungspolitik an, den Schillingkurs an der Deutschen Mark auszurichten, um die Preisstabilität im Land zu sichern. Zudem wurde der Strukturwandel durch eine Eingliederung in ein großes Währungsgebiet angestoßen. Stabile, wenn nicht unbedingt bequeme Rahmenbedingungen der Geldpolitik waren eine Voraussetzung, den Unternehmen langfristige Produktivitätssteigerungen und damit die Wahrung ihrer Stellung in der Wirtschaft zu sichern.
Zunächst stand dieser Entwicklung eine hohe Arbeitslosigkeit im Weg. Erst in der zweiten Hälfte des Jahrzehnts stieg das Wachstum an, gleichzeitig nahm die Wettbewerbsfähigkeit zu und die Leistungsbilanzen konnten in einem Gleichgewicht gehalten werden.
In den neunziger Jahren fand die Eingliederung Österreichs in die Europäische Gemeinschaft statt. 1995 wurde Österreich Mitglied der Europäischen Union (EU) und trat dem Wechselkursmechanismus des Europäischen Währungssystems bei. 1998 wurde zur Umsetzung der Aufgaben und Ziele des Europäischen Systems der Zentralbanken (ESZB) durch eine Novelle zum Nationalbankgesetz für die Oesterreichische Nationalbank die Unabhängigkeit von Organen oder Einrichtungen der Europäischen Gemeinschaft sowie von Regierungen der Mitgliedstaaten der EU festgelegt. Damit war die rechtliche Grundlage für die Mitwirkung Österreichs an der dritten Stufe der Wirtschafts- und Währungsunion (WWU) von 1999 geschaffen.

### Ab 1999
Die Oesterreichische Nationalbank und andere nationale Zentralbanken zählen mit der Europäischen Zentralbank (EZB) zum Europäischen System der Zentralbanken.
Am 1. Jänner 1999 wurde im Rahmen der dritten Stufe der Wirtschafts- und Währungsunion in Österreich sowie in zehn weiteren Mitgliedsstaaten der EU der Euro als Gemeinschaftswährung eingeführt. Für die Geld- und Währungspolitik ist fortan die Europäische Zentralbank zuständig, Beschlüsse diesbezüglich werden entsprechend vom Rat der Europäischen Zentralbank getroffen.
Seit Mai 2010 befindet sich die OeNB im Vollbesitz der Republik Österreich, nachdem ursprünglich auch Interessensvertretungen, Banken und Versicherungen mit 50 % des Grundkapitals an ihr beteiligt waren. Im Jahr 2011 wurde das Nationalbankgesetz durch eine Novelle (BGBl. I Nr. 50/2011) an diesen Umstand angepasst, eine neuerliche Privatisierung ist somit gesetzlich ausgeschlossen.
2023 hat der Generalrat der OeNB erstmals „weder Präsidenten noch Vizepräsidenten, einige einfache Mandate sind unbesetzt.“

## Hauptgebäude bzw. Zentrale

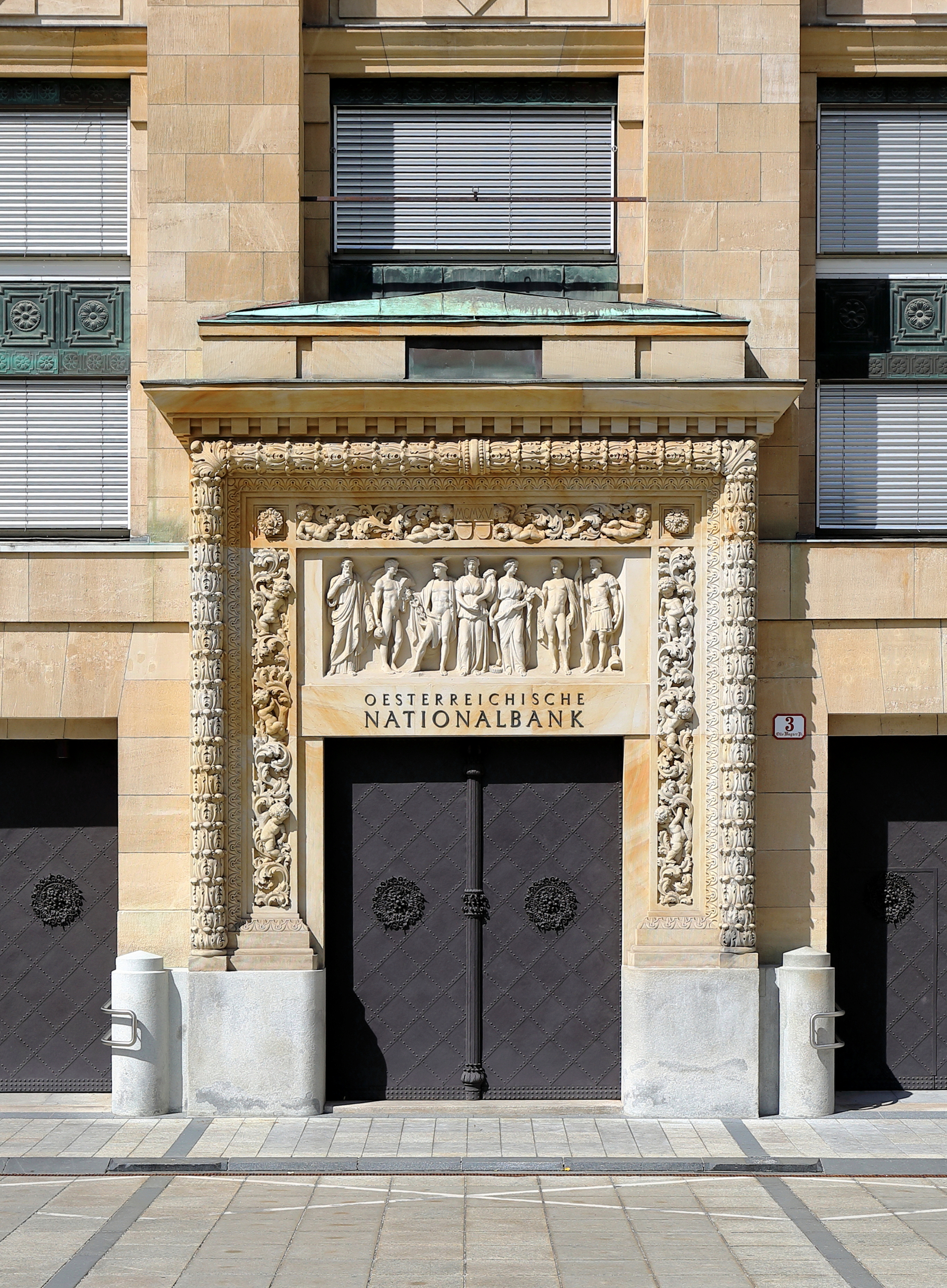
Der Haupteingang mit einem Relief von Othmar Schimkowitz

Das Bauwerk war ursprünglich nach Plänen des Architekten Leopold Bauer ab 1912/13 als Druckereigebäude der Oesterreichisch-ungarischen Bank und als Teil eines großen Bankgebäudekomplexes auf den Gründen der demolierten Alser Kaserne errichtet worden. Wegen des Ersten Weltkriegs und dessen Folgen wurde nur der Rohbau fertiggestellt.
Nachdem die neugeschaffene Oesterreichische Nationalbank ihre Tätigkeit am 1. Jänner 1923 aufnahm, beschloss sie im Mai 1923 den Ankauf der Liegenschaften an der Alser Straße aus der Liquidationsmasse der Oesterreichisch-ungarischen Bank. Im Anschluss wurden für 1,2 Millionen Goldkronen das halbfertige Druckereigebäude, die unverbauten Gründe und ein Wohnhaus in der angrenzenden Garelligasse 3 angekauft. Für die Umbauarbeiten des Druckereigebäudes zum Hauptsitz des Instituts beauftragte man die Architekten Rudolf Eisler und Ferdinand Glaser, und im März 1925 wurde das im Stil des gemäßigten österreichischen Neoklassizismus (Reformarchitektur) gehaltene Gebäude von der Oesterreichischen Nationalbank bezogen.
Nach dem „Anschluss“ Österreichs im März 1938 erfolgte die Auflösung der Oesterreichischen Nationalbank, und das Gebäude wurde von der nach Wien verlegten 2. Panzer-Division der deutschen Wehrmacht genutzt. Nach dem Zweiten Weltkrieg diente das Gebäude der US-amerikanischen Besatzungsmacht als Hauptquartier.
Am 29./30. August 1979 brannte das Gebäude zum Teil ab. Mit der Wiederinstandsetzung und dem gleichzeitig vorgenommenen Umbau wurde der Architekt Carl Appel beauftragt. Während dieser Zeit waren die Dienststellen provisorisch im damals leerstehenden Grand Hotel (1. Kärntner Ring 9–13) untergebracht. Sie kehrten 1984 in das ursprüngliche Gebäude am Otto-Wagner-Platz zurück.

## Die OeNB als moderne Zentralbank
Mit dem Rückzug aus dem Privatkundengeschäft in den Sechzigerjahren sowie der ersten größeren Internationalisierung und Einführung einer strategischen Unternehmensführung in den siebziger Jahren begab sich die OeNB auf den Weg zu einer zukunftsorientierten Zentralbank. Eine weitere wesentliche Reform der Bank begann am Ende der Achtzigerjahre.
Im Hinblick auf die globale Entwicklung etablierte sich die OeNB 1988 als Dienstleistungsunternehmen und erweiterte ihre Leitwerte – „Sicherheit, Stabilität und Vertrauen“ – um die Prinzipien „Effizienz“ und „Kostenbewusstsein“. Die betriebswirtschaftlichen Mittel wurden optimiert und strategische Geschäftsfelder erfuhren durch gezielte Neuerungen eine Stärkung. Als Beispiele zu nennen sind die Intensivierung der inländischen Zusammenarbeit im Bereich des Zahlungsverkehrs durch Anregung der Gründung der Studiengesellschaft für Zusammenarbeit im Zahlungsverkehr (STUZZA), die Liberalisierung des Kapitalverkehrs, das professionelle Management der Währungsreserven, die Verbesserung der Geldversorgung durch den Neubau des Geldzentrums und die Internationalisierung der Geschäftstätigkeit durch die Gründung der Repräsentanzen in Brüssel (Europäische Union), Paris (OECD) und am Finanzplatz New York.
Nach dem Beitritt Österreichs zur EU im Jahr 1995 beteiligte sich die OeNB am Europäischen Währungssystem (EWS) und dessen Wechselkursmechanismus. Die Integration in die dritte Stufe der Wirtschafts- und Währungsunion (WWU) war der nächste Schritt in Richtung Weiterentwicklung der Stabilitätspolitik. Bereits seit dem Abschluss des Maastrichter Vertrages hat sich die Oesterreichische Nationalbank sehr umfassend mit ihrer Rolle im ESZB auseinandergesetzt und eine Basis für die Aufnahme in die Gemeinschaft geschaffen. Die fundierte Wirtschafts- und Währungspolitik Österreichs war außerdem eine Referenz, die die OeNB zur aktiven Mitgestaltung der monetären Zukunft Europas qualifizierte. Dabei waren eine verstärkte Harmonisierung des statistischen Rahmens und der geldpolitischen Instrumente mit Blick auf das Eurosystem, die Vorbereitung der Ausgabe europäischer Banknoten und die Etablierung betrieblicher Organisationsabläufe sowie die Vernetzung der Geschäftsprozesse im ESZB besondere Ziele der OeNB.
Im Folgenden kam es u. a. zur Errichtung einer ökonomischen Studienabteilung, einer Aus- bzw. Weiterbildungsoffensive und zur Stärkung der Zahlungsverkehrsposition durch Aufbau des TARGET-Systems.
Ein 1996 erstellter „OeNB-Masterplan“ lieferte wichtige Punkte für den bevorstehenden Übergang zum Euro.
Im Mai 1998 trat ein neues Pensionssystem in Kraft, durch das neue Mitarbeiter in ein Zwei-Säulen-Modell eingegliedert wurden.
1999 wurde die Teilnahme Österreichs an der dritten Stufe der WWU manifest. Die Oesterreichische Nationalbank – als Bestandteil des ESZB – wurde Eigentümer der Europäischen Zentralbank und erhielt in diesem Rahmen neue Kompetenzen im Sinne der Beteiligung an der geldpolitischen Entscheidungsfindung auf der Ebene der Europäischen Gemeinschaft. Mit der Einführung des Euro übertrugen sich die geldpolitischen Aufgaben des Generalrates auf den EZB-Rat. Die Umsetzung obliegt allerdings weiterhin den staatlichen Zentralbanken.
Aktivitäten der Oesterreichischen Nationalbank waren bzw. sind beispielsweise die weitere Professionalisierung im Asset-Management, die Erweiterung des Netzwerks der Repräsentanzen durch die Eröffnung einer Repräsentanz am Finanzplatz London, die Vorbereitung der reibungslosen Einführung des Euro-Bargeldes im Jahr 2002 sowie die Beteiligung der OeNB an der Gründung des Vereins „A-SIT“ (Zentrum für sichere Informationstechnologie – Austria) und der „A-Trust“ (Gesellschaft für Sicherheitssysteme im elektronischen Datenverkehr GmbH) zwecks Förderung der Sicherheit in der Informationstechnologie.
2002 erfolgte die Umstellung der nationalen Währung auf den Euro. Die OeNB war für den reibungslosen Ablauf mit verantwortlich. Danach wurden neue Grundlagen für die strategische Positionierung definiert. Ziel der OeNB ist der Erhalt ihres hohen Ansehens in geld- und währungspolitischen Angelegenheiten. Außerdem gilt es komparative Vorteile gegenüber Mitbewerbern aufrechtzuerhalten und zu stärken. Des Weiteren ist ein hohes Maß an Vertrauen, Verlässlichkeit und Stabilität sowie auch Flexibilität notwendig, um dem schnellen Wandel im Umfeld der OeNB entsprechen zu können.

## Rechtsform und Organe

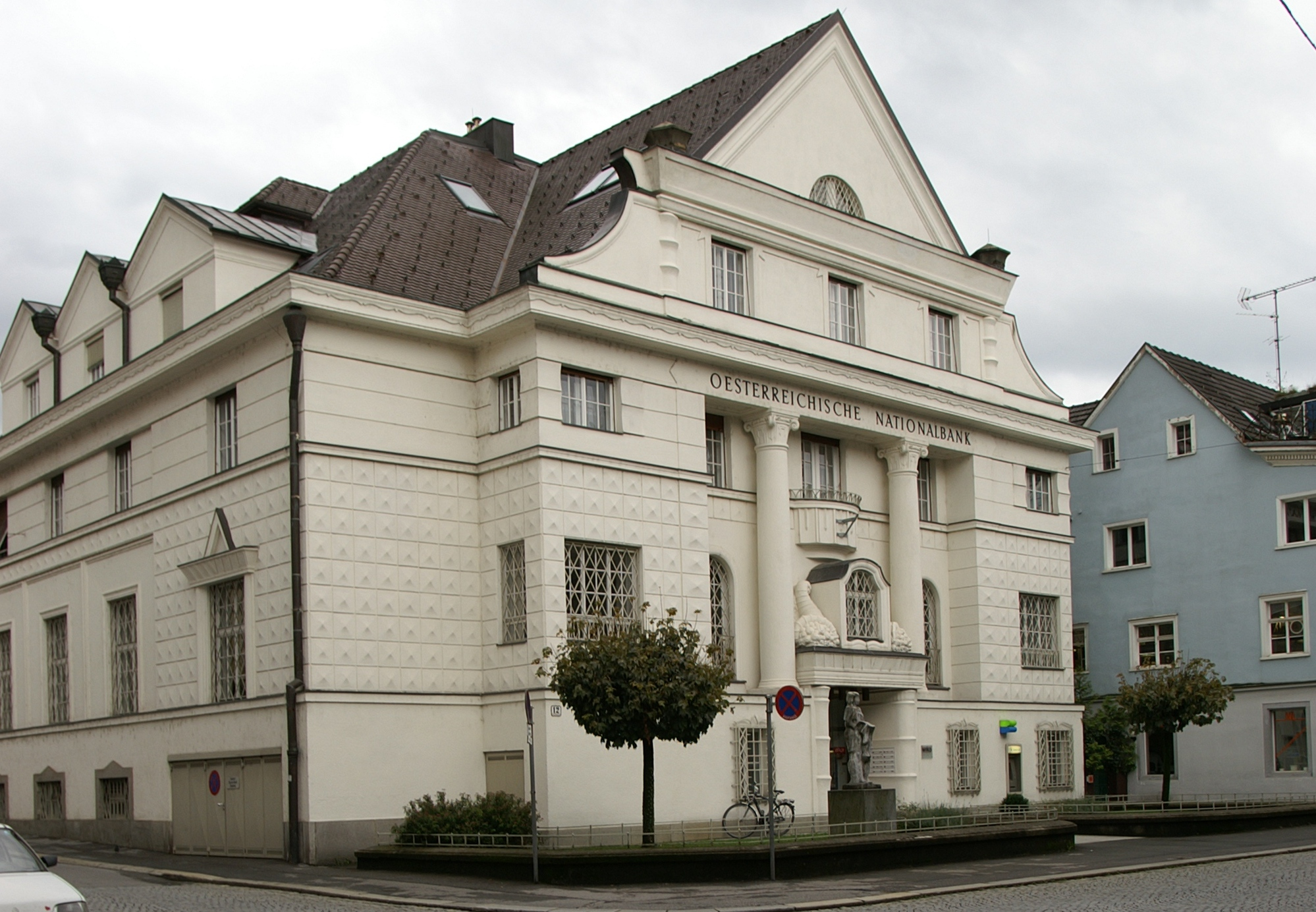
Ehemalige Außenstelle der OeNB in Bregenz

### Rechtliche Grundlagen
Als Zentralbank der Republik Österreich unterliegt die OeNB rechtlich dem Vertrag über die Arbeitsweise der Europäischen Union (AEUV), der Satzung des Europäischen Systems der Zentralbanken (ESZB) bzw. der Europäischen Zentralbank (EZB) sowie dem Nationalbankgesetz 1984 (NBG) in der Fassung des Bundesgesetzes BGBl. I Nr. 50/2011.
Das Grundkapital der Oesterreichischen Nationalbank ist in Aktien zerlegt, damit ist sie rechtlich eine Aktiengesellschaft. Seit Ende Mai 2010 gehören 100 % des Grundkapitals in Höhe von 12 Millionen Euro der Republik Österreich. Die Aktien der OeNB dürfen nach § 9 NBG nicht übertragen werden.
Die Oesterreichische Nationalbank arbeitet als nationale Zentralbank völlig unabhängig und darf keine Anordnungen von Institutionen der EU, Regierungen der Mitgliedstaaten oder anderen Stellen annehmen. Im Gegenzug sind die genannten Organe dazu verpflichtet, dies zu beachten und angehalten, jeglichen Versuch der Beeinflussung zu unterlassen. Im Nationalbankgesetz ist die Unabhängigkeit der Nationalbank verankert, es regelt ebenso die Amtszeit des Generalrates sowie des Direktoriums und enthält Ausnahmen, die eine vorzeitige Abberufung der Mitglieder begründen.

### Organe
Organe der OeNB sind die Generalversammlung, der Generalrat und das Direktorium.

#### Generalversammlung
Der Bund als nunmehr einziger Aktionär übt seine Rechte in der Generalversammlung aus, die über Beschluss des Generalrates in den ersten vier Monaten jedes Geschäftsjahres stattfindet. Die Generalversammlung hat insbesondere folgende Aufgaben:
- Entgegennahme des Berichtes des Generalrates über die Geschäftsführung
- Genehmigung des Jahresabschlusses und Entlastung des Generalrates und des Direktoriums
- Beschlussfassung über die Gewinnverteilung
- Wahl der Mitglieder des Generalrates und der Rechnungsprüfer

Mit der Novelle des Nationalbankgesetzes aus dem Jahr 2011 (BGBl. I Nr. 50/2011) wurden im Hinblick auf die Tatsache, dass nun alle Aktien beim Bund liegen, folgende Zuständigkeiten gestrichen:
- Wahl von sechs Mitgliedern des Generalrates aufgrund von Vorschlägen der privaten Aktionäre (Diese stellten die Hälfte des Grundkapitals.)
- Zustimmung zur Aktienübertragung
- Beschlussfassung über Anträge der Aktionäre

#### Generalrat
Dem Generalrat obliegt die Überwachung jener Geschäfte, die nicht in den Aufgabenbereich des Europäischen System der Zentralbanken (ESZB) fallen. Der Generalrat ist somit mit dem Aufsichtsrat einer Aktiengesellschaft vergleichbar.
Der Generalrat besteht seit einer Novelle des Nationalbankgesetzes aus dem Jahr 2011 (BGBl. I Nr. 50/2011) aus dem Präsidenten, einem Vizepräsidenten und acht Mitgliedern. Aufgrund einer Übergangsregelung in dieser Gesetzesnovelle war die ursprüngliche Zahl der Generalratsmitglieder (14 inklusive Präsidenten und Vizepräsidenten) bis Ende 2015 auf zehn zu reduzieren. Die Mitglieder werden von der Bundesregierung ernannt. Die Funktionsdauer beträgt fünf Jahre, danach ist eine Wiederernennung möglich.
Zu den Aufgaben des Generalrates zählen insbesondere:
- Zustimmung zum Erwerb und Veräußerung von Beteiligungen und Liegenschaften (letzteres ist relevant, da die OeNB 2018 bis auf Innsbruck sämtliche Zweiganstalten geschlossen hat)[34]
- Beschlussfassung über die Genehmigung des Jahresabschlusses zwecks Vorlage an die Generalversammlung
- Vorschlagsrecht an die Bundesregierung zur Ernennung der Mitglieder des Direktoriums

| Name                                                  | Funktion                                      | |
| ----------------------------------------------------- | --------------------------------------------- | --- |
| Harald Mahrer (1. September 2018 bis 31. August 2023) | Präsident                                     | im Oktober 2023 wiederbestellt |
| Ingrid Reischl (ab 2023)                              | Vizepräsidentin                               | ÖGB |
| Silvia Angelo (ab 2023)                               |                                               | |
| Leonhard Dobusch (ab Oktober 2023)                    |                                               | Universitätsprofessor für Betriebswirtschaftslehre an der Universität Innsbruck, Wissenschaftlicher Leiter des Momentum-Instituts |
| Christian Helmenstein (ab 1. März 2023)               |                                               | |
| Erwin Hameseder (seit 6. März 2020)                   |                                               | Obmann der Raiffeisen-Holding Niederösterreich-Wien reg. Gen.m.b.H.                                                               |
| Stephan Koren (bis September 2023)                    | Generaldirektor der immigon portfolioabbau ag | |
| Stefan Pichler (ab 2023)                              |                                               | WU-Professor |
| Susanne Riess (seit 6. März 2020)                     |                                               | Generaldirektorin Bausparkasse Wüstenrot AG                                                                                       |
| Sigrid Stagl (ab 1. März 2023)                        |                                               | |
| Christian Schrödinger                                 |                                               | Stellvertretender Vorsitzender des Zentralbetriebsrates                                                                           |
| Birgit Sauerzopf                                      |                                               | Vorsitzende des Zentralbetriebsrates                                                                                              |
| Harald Waiglein                                       |                                               | Leiter der Sektion für Wirtschaftspolitik und Finanzmärkte im Bundesministerium für Finanzen                                      |
| Alfred Lejsek                                         |                                               | Gruppenleiter der Gruppe III/B Finanzmärkte im Bundesministerium für Finanzen                                                     |

| Name                                                                     | Funktion                                                           | |
| ------------------------------------------------------------------------ | ------------------------------------------------------------------ | --- |
| Walter Rothensteiner (bis Juni 2019)                                     |                                                                    | Generaldirektor der Raiffeisen Zentralbank Österreich AG                                                                                     |
| Gabriele Payr (bis März 2019)                                            |                                                                    | Generaldirektorin der Wiener Stadtwerke Holding AG                                                                                           |
| August Astl (bis 7. September 2018)                                      |                                                                    | Generalsekretär der Landwirtschaftskammer Österreich                                                                                         |
| Claus J. Raidl (bis 31. August 2018)                                     | Präsident                                                          | Ehemaliger Vorstandsvorsitzender der Böhler-Uddeholm AG, Vorsitzender des Kuratoriums des Institute of Science and Technology Austria (ISTA) |
| Max Kothbauer (bis 31. August 2018)                                      | Vizepräsident                                                      | Ehemaliger Generaldirektor der Österreichischen Postsparkasse AG, ehemaliger Vorsitzender des Universitätsrats der Universität Wien          |
| Erich Hampel (bis 22. Mai 2018)                                          |                                                                    | Vizepräsident der UniCredit Bank Austria AG                                                                                                  |
| Anna-Maria Hochhauser (bis 28. Februar 2018)                             |                                                                    | Generalsekretärin der Wirtschaftskammer Österreich                                                                                           |
| Werner Muhm (bis 28. Februar 2018)                                       |                                                                    | Direktor der Arbeiterkammer Wien |
| Dwora Stein (bis 31. August 2018)                                        |                                                                    | Bundesgeschäftsführerin der Gewerkschaft der Privatangestellten, Druck, Journalismus, Papier                                                 |
| Brigitte Unger (ab 6. März 2020 bis Oktober 2023)                        |                                                                    | Lehrstuhl für Finanzwissenschaft an der Universität Utrecht                                                                                  |
| Barbara Kolm (1. September 2018 bis 31. August 2023)                     | Vizepräsidentin                                                    | |
| Bettina Glatz-Kremsner (seit 1. März 2018)                               |                                                                    | Bundesparteiobmann-Stellvertreterin der ÖVP, Vorstandsdirektorin der Casinos Austria AG und Österreichischen Lotterien GmbH                  |
| Gottfried Haber                                                          |                                                                    | Präsident des Fiskalrates und Vize-Dekan an der Donau-Universität Krems                                                                      |
| Franz Maurer (bis Frühling 2023)                                         | Partner bei Livia Group                                            | |
| Christoph Traunig (bis September 2023)                                   | Geschäftsführender Gesellschafter bei St. Stephan Capital Partners | |
| Peter Sidlo (ab 1. März 2018, vorübergehend ruhend ab 6. September 2019) |                                                                    | FPÖ-Bezirksrat in Wien-Alsergrund (bis 30. Juni 2019), Vorstandsdirektor der Casinos Austria AG (bis 2. Dezember 2019)                       |

Mit Wirkung vom 1. März 2018 folgten Bettina Glatz-Kremsner und FPÖ-Bezirksrat Peter Sidlo Anna-Maria Hochhauser und Werner Muhm im Generalrat nach. Am 22. August 2018 wurde Harald Mahrer als Präsident des Generalrates designiert, zu neuen Mitgliedern wurden außerdem Christoph Traunig und Stephan Koren bestellt.
Im März 2020 wurden Erwin Hameseder, Susanne Riess und Brigitte Unger als Nachfolger von Gabriele Payr, Gottfried Haber und Walter Rothensteiner von Finanzminister Gernot Blümel dem Ministerrat als Mitglieder des Generalrats vorgeschlagen.
Nachdem die Mandate von Bettina Glatz-Kremsner und Peter Sidlo mit Ende Februar 2023 endeten, schlug Finanzminister Magnus Brunner im Ministerrat Sigrid Stagl und Christian Helmenstein als Nachfolger per 1. März 2023 vor.

#### Direktorium
Das Direktorium führt die Geschäfte der OeNB. Bei der Verfolgung der Ziele des ESZB ist das Direktorium an die Weisungen der EZB gebunden.
Das Direktorium besteht aus dem Gouverneur, dem Vize-Gouverneur und zwei weiteren Mitgliedern. Die Ernennung der Mitglieder des Direktoriums erfolgt durch den Bundespräsidenten auf Vorschlag der Bundesregierung, die wiederum einen unverbindlichen Vorschlag des Generalrates erhält. Die Funktionsperiode beträgt sechs Jahre, die Wiederernennung ist möglich.
Der Gouverneur beteiligt sich sowohl im EZB-Rat als auch im Erweiterten Rat der EZB. Er und sein Vertreter sind bei der Ausübung ihrer Funktion unabhängig vom Direktorium und dem Generalrat.
| Name              | Funktion        |
| ----------------- | --------------- |
| Ewald Nowotny     | Gouverneur      |
| Andreas Ittner    | Vize-Gouverneur |
| Peter Mooslechner | Direktor        |
| Kurt Pribil       | Direktor        |

| Name            | Funktion                      |
| --------------- | ----------------------------- |
| Robert Holzmann | Gouverneur, ab September 2019 |
| Gottfried Haber | Vize-Gouverneur, ab Juli 2019 |
| Thomas Steiner  | Direktor, ab Mai 2019         |
| Eduard Schock   | Direktor, ab Juli 2019        |

## Zensoren
Als Zensoren bei der Oesterreichischen Nationalbank und ihren Vorgängerinstitutionen wurden ehrenamtliche Prüfer von Wechseln bezeichnet. Sie wurden von der Bankleitung aus dem Kreis der dem Handels- oder Gewerbestand angehörenden Aktionäre ernannt und gehörten einem sogenannten Zensurkomitee an.

## Aufgaben
Im Europäischen System der Zentralbanken (ESZB) unterliegt die Oesterreichische Nationalbank (OeNB) der rechtlichen Ordnung des Vertrages über die Europäische Union (EUV) und des Vertrages über die Arbeitsweise der Europäischen Union (AEUV) und nimmt eine neu definierte „duale“ Rolle ein. Diese umfasst neben der wichtigen nationalen Funktion als Zentralbank auch aus der währungspolitischen Eingliederung entstehende europäische Aufgaben. Für die Notenbank war diese Entwicklung eine Möglichkeit, die ökonomische Leistungsfähigkeit des Landes zu verbessern und zudem in dem Zusammenschluss der Zentralbanken eine führende Position anzustreben.
Zu den Aufgabengebieten der Oesterreichischen Nationalbank zählen:
- geldpolitischer Entscheidungsprozess
- Umsetzung der Geldpolitik
- Kommunikation der Geldpolitik
- Sicherung der Finanzmarktstabilität

Zur Bewältigung dieser Aufgaben können bestehende Spielräume bedient und komparative Kostenvorteile ausgebaut werden, natürlich unter Wahrung der Leitwerte „Sicherheit, Stabilität und Vertrauen“.

### Geldpolitische Strategien und geldpolitischer Entscheidungsprozess
Das Europäische System der Zentralbanken (ESZB) ist seit dem 1. Jänner 1999 für die einheitliche Geldpolitik des Euroraums zuständig.
Die Oesterreichische Nationalbank hat die Funktion die geldpolitischen Entscheidungen der Europäischen Zentralbank bzw. des EZB-Rates in Österreich umzusetzen.
Die Rahmenbedingungen für die Gestaltung der Währungspolitik werden dem Eurosystem dabei vom Vertrag über die Arbeitsweise der Europäischen Union (AEUV) vorgegeben. Der Art. 127.1 des AEUV legt fest, dass das vorrangige Ziel des Eurosystems die Gewährleistung der Preisstabilität ist. Diese gilt als erreicht, wenn der jährliche Anstieg des „harmonisierten Verbraucherpreisindex“ (HVPI) im Euroraum unter, aber nahe bei 2 % liegt.
Da das Preisniveau von einer Zentralbank nicht unmittelbar gesteuert werden kann und Ergebnis eines komplexen Transmissionsmechanismus ist, bedarf es eines Rahmenwerks, in dem geldpolitische Entscheidungen vorbereitet, erörtert und getroffen werden. Dieser Rahmen definiert die geldpolitische Strategie des Eurosystems, die auf einem Zwei-Säulen-Prinzip basiert.
Die wirtschaftliche Analyse bezieht sich auf kurz- bis mittelfristige Bestimmungsfaktoren der Preisentwicklung. Angebot und Nachfrage an Güter-, Dienstleistungs- und Faktormärkten spielen dabei eine wesentliche Rolle.
Die monetäre Analyse fokussiert den langfristigen Zusammenhang zwischen Geldmenge und Preisen. Mit ihr lassen sich die aus der wirtschaftlichen Analyse abgeleiteten Faktoren für die Geldpolitik überprüfen.
Der Gouverneur der Oesterreichischen Nationalbank ist – ohne an Weisungen gebunden zu sein – durch sein Mitwirken im EZB-Rat an den geldpolitischen Entscheidungen des Europäischen Systems der Zentralbanken maßgeblich beteiligt.

#### Volkswirtschaftliche Analysen
Die volkswirtschaftlichen Analysen der OeNB sind ein wichtiger Bestandteil für die Stellung der Bank innerhalb des Eurosystems. Im Mittelpunkt steht die Beurteilung der wirtschaftlichen Entwicklung des gesamten Euroraumes – mit Fokus auf die Situation in Österreich. Natürlich steht die Notenbank mit den restlichen Zentralbanken in einem Forschungswettbewerb um die Spitzenposition. Diese Forschung konzentriert sich vorwiegend auf geld- und finanzpolitische Fragen, die Transmission monetärer Impulse, die Wechselkurs- und Devisenmarktentwicklungen, die Verwirklichung von elektronischen Geldformen, die Sicherung der Finanzmarktstabilität, Fragen zu Lohnbildungsprozessen in der Währungsunion, Wettbewerbs- und Standortanalysen sowie auf Untersuchungen bezüglich Konvergenz bzw. Divergenz ökonomischer Entwicklungen – vor allem mit Blick auf die möglichen EU-Beitrittskandidaten.
Im Jahr 2000 veröffentlichte die Europäische Zentralbank (EZB) erstmals eine makroökonomische Projektion für den Euroraum. Die Oesterreichische Nationalbank publizierte entsprechend halbjährlich Wirtschaftsprognosen über Österreich. Des Weiteren beschäftigt sich die OeNB mit der Analyse der Prozesse zur Eingliederung mittel- und osteuropäischer Länder in die EU und Wirtschafts- und Währungsunion, kooperiert fachlich mit den einzelnen Zentralbanken und unterstützt finanziell sowie fachspezifisch die Ausbildung der Beamten in den Reformländern.

#### Produktion statistischer Daten
Der Artikel 5.2 der ESZB/EZB-Satzung beauftragt die nationalen Zentralbanken mit der Einholung wichtiger statistischer Daten, wie Geld- und Bankstatistiken, Zahlungsbilanzen, die internationale Vermögensposition und die gesamtwirtschaftliche Finanzierungsrechnung.
Diese Statistiken liefern die Grundlage zur Bestimmung eines Referenzwertes für das Wachstum der Geldmenge M3 und zur Berechnung des Mindestreserve-Solls von mindestreservepflichtigen Kreditinstituten. Die Oesterreichische Nationalbank muss zudem stets eine große Zahl allgemeiner Wirtschaftsdaten über Österreich an die Europäische Zentralbank weitergeben.

#### Mitwirken in internationalen Organisationen
Die Beteiligung der OeNB in verschiedenen internationalen Organisationen sowie diversen EU-Institutionen ermöglicht die laufende Beobachtung der wirtschaftlichen und währungspolitischen Entwicklung. Darüber hinaus können die gewonnenen Erkenntnisse in die Entscheidungsunterlagen integriert werden und unterstützen damit die Geldpolitik im ESZB sowie auf nationaler Ebene. Besonders aktiv zeigt sich die Oesterreichische Nationalbank in Komitees der EU, im Internationalen Währungsfonds (IWF) und in der Bank für Internationalen Zahlungsausgleich (BIZ). Außerdem vertritt die OeNB Österreich in der Organisation für wirtschaftliche Zusammenarbeit und Entwicklung (OECD). Ausgewählte Vertreter der OeNB nehmen an Beratungen des Wirtschafts- und Finanzausschusses (WFA) teil. Weiterhin ist die Beteiligung der Oesterreichischen Nationalbank im sich mit der Strukturpolitik befassenden „Wirtschaftspolitischen Ausschuss“ sowie im sich mit Richtlinien zur Bankenaufsicht auseinandersetzenden „Beratenden Bankausschuss“ zu nennen.
Im IWF, dessen wichtigstes Ziel die Stabilität des internationalen Währungssystems ist, hält die OeNB die Anteile für die Republik Österreich, wird durch den Gouverneur sowie den Vize-Gouverneur vertreten und leitet in einer zweijährigen Übergangsphase die zentral- und osteuropäische Stimmrechtsgruppe, die ab November 2012 mit einem Sitz im Exekutivdirektorium des IWF vertreten ist. Die Gruppe besteht aus Belarus, dem Kosovo, Österreich, der Slowakei, der Tschechischen Republik, Türkei, Ungarn und Österreich. Die EZB ist beim IWF durch einen Beobachter vertreten.
Im Rahmen der OECD wirkt die Oesterreichische Nationalbank in vielen spezifischen Kommissionen mit, beispielsweise in dem „Wirtschaftspolitischen Komitee“ oder der Financial Action Task Force on Money Laundering.
Als Anteilsinhaber der BIZ beteiligt sich die Oesterreichische Nationalbank an internationalen Finanzierungen und berät sich gemeinsam mit anderen Zentralbanken über relevante geldpolitische Themen.

### Umsetzung der Geldpolitik
Grundlagen für die Umsetzung der Geldpolitik sind der sinnvolle Einsatz geldpolitischer Instrumente, ein fundiertes Reservemanagement sowie die kontrollierte Geldversorgung.

#### Einsatz der geldpolitischen Instrumente
Im Europäischen System der Zentralbanken (ESZB) dienen diverse geldpolitische Instrumente der Liquiditätssteuerung, in diesem Zusammenhang stellt die Oesterreichische Nationalbank die Versorgung der österreichischen Banken und damit der österreichischen Wirtschaft sicher.
Das Eurosystem konzentriert sich wesentlich auf Offenmarktgeschäfte, um Zinssätze und Liquidität auf dem Markt zu steuern und darüber hinaus Signale zum geldpolitischen Kurs zu geben.
Daneben bietet das ESZB den inländischen Banken über die Oesterreichische Nationalbank als weiteres Instrument ständige Fazilitäten an. Die Spitzenrefinanzierungsfazilität ist eine Option der Banken, sich von der nationalen Zentralbank über Nacht Liquidität zu einem festgelegten Zinssatz gegen refinanzierungsfähige Sicherheiten zu verschaffen. Die Einlagefazilität ermöglicht inländischen Geschäftspartnern über Nacht überschüssige Liquidität in unbegrenzter Höhe auf Konten der Oesterreichischen Nationalbank zu verlagern.
Die Mindestreserve, zu der die Kreditinstitute in Österreich verpflichtet sind, ist ein weiteres geldpolitisches Instrument.

#### Reservemanagement
Die Verwaltung der Währungsreserven – sowohl der verbliebenen, als auch der an die EZB übertragenen – obliegt als weitere Angelegenheit der Oesterreichischen Nationalbank. Seit Beginn der dritten Stufe der Wirtschafts- und Währungsunion verfügt allerdings nur das Europäische System der Zentralbanken über diese Reserven. Nach dem Artikel 31.2 der ESZB/EZB-Satzung „bedürfen alle Geschäfte mit Währungsreserven, die den nationalen Zentralbanken nach der Übertragung der erforderlichen Bestände an die EZB (gegen Forderungen in Euro) verbleiben, sowie von Mitgliedstaaten mit ihren Arbeitsguthaben in Fremdwährung durchgeführte Transaktionen oberhalb eines bestimmten festgesetzten Betrages (Art. 31.3) der Zustimmung der EZB“. Im Rahmen dieser Richtlinien können die nationalen Zentralbanken – unter Sicherung der Einheitlichkeit der Geldpolitik des Eurosystems – das Reservemanagement selbständig durchführen.

#### Geldversorgung
Neben dem Einsatz geldpolitischer Instrumente und dem Reservemanagement gehört die Ausgabe von Banknoten und Münzen ebenso zu den Aufgaben der OeNB. Dabei arbeitet die Notenbank mit spezialisierten Tochtergesellschaften zusammen, um die entsprechenden Sicherheitsstandards der Zahlungsmittel zu bewahren:
- Die Banknotenproduktion erfolgt durch die Oesterreichische Banknoten- und Sicherheitsdruck GmbH (OeBS),
- die Ausgabe der Münzen durch die Münze Österreich AG
- und die primäre Verteilung des Bargeldes sowie die Bargeldbearbeitung („Sekundärproduktion“) durch die Geldservice Austria (GSA).

An Letzterer beteiligen sich auch diverse Geschäftsbanken.
Konkret führt die Oesterreichische Nationalbank die Ausgabe sowie eine erforderliche Rücknahme von Bargeld an Banken durch. Ebenso sichert sie die Qualität der sich in Umlauf befindlichen Banknoten und Münzen, dabei nimmt die Notenbank auch den Fälschungsschutz wahr, um das Vertrauen der Bevölkerung in die Währung zu stärken.
Zusammen mit ihrer Tochtergesellschaft Austria Card GmbH beschäftigte sich die OeNB ebenso mit der Etablierung neuer, moderner Zahlungsmittel, um dem Fortschritt in der Geldpolitik gerecht zu werden. 2008 wurde die Mehrheit an der Austria Card GmbH an die griechische Lykos Group abgegeben. Seit 2011 ist Lykos Alleineigentümer.

### Kommunikation der Geldpolitik
Die Oesterreichische Nationalbank ist eine wichtige Schnittstelle zwischen dem Europäischen System der Zentralbanken (ESZB) und dem Wirtschaftsgeschehen in Österreich. Die Notenbank bewältigt diese Aufgabe durch regelmäßige Wirtschaftsanalysen und aktiven Informationsaustausch in Zusammenarbeit mit wirtschaftspolitischen Entscheidungsträgern. Außerdem erfolgt eine halbjährliche Berichterstattung des Gouverneurs und des Vize-Gouverneurs an den Finanzausschuss über erfolgte geld- und währungspolitische Handlungen.

### Sicherung der Finanzmarktstabilität
Mit der Zunahme der globalen Eingliederung der Kapitalmärkte sowie der hohen Kapitalbewegungen rückt die Sicherung der Stabilität der Finanzmärkte als Angelegenheit der Zentralbanken immer mehr in den Vordergrund, um mögliche Finanzkrisen früh zu erkennen und rechtzeitig in Angriff zu nehmen.

#### Finanzmarktstabilität
Die dem Vertrag über die Arbeitsweise der Europäischen Union (AEUV) unterliegende Oesterreichische Nationalbank muss stets die Entwicklung der Finanzmärkte und Finanzprodukte im Hinblick auf die Wahrung der Finanzmarktstabilität im Auge behalten. Zu diesem Zweck arbeitet sie eng mit der Bankenaufsicht zusammen und ist in die Kontrollen der inländischen Kreditinstitute eingebunden. Die daraus resultierenden Informationen fließen in eine Systemanalyse des Finanzmarktes ein und unterstützen die Krisenprävention in besonderem Maße. Die Sicherung der Finanzmarktstabilität zählt zu den Grundvoraussetzungen für eine effiziente Erfüllung der Geldpolitik, sie ist eines der vorrangigen Ziele des Europäischen Systems der Zentralbanken.

#### Zahlungssystemstabilität und Zahlungsverkehr
Durch die Gründung des ESZB mit dem Euro als Einheitswährung sind Transaktionen im gesamten EU-Raum möglich. Das im Jahr 1999 etablierte Zahlungsverkehrssystem TARGET (Trans-European Automated Real Time Gross Settlement Express Transfer) ermöglicht durch eine standardisierte und sichere Zahlungsabwicklungsinfrastruktur EU-weit die elektronische Überweisung von mehrheitlich großvolumigen Euro-Zahlungen. Mit der Weiterentwicklung zum TARGET2 gelten seit 2007 für alle Marktteilnehmer dieselben Rahmenbedingungen, das heißt allen Banken in der EU stehen für ihre Zahlungen die gleichen Abwicklungsstandards und eine einheitliche Preisstruktur zur Verfügung. Außerdem besteht eine Unwiderruflichkeit des Zahlungseingangs und die Bearbeitungszeit für den Zahlungsvorgang dauert nur wenige Minuten.
Eine rege Forschungsarbeit dient zusätzlich der Verbesserung der Sicherheit und Leistungskraft des elektronischen Zahlungsverkehrs – stets im Sinne der geldpolitischen Richtlinien.
Der Zahlungsverkehr stellt eine wichtige Säule für die Stabilität des Finanzmarktes dar und setzt ein problemloses Funktionieren der Zahlungssysteme voraus. Die Oesterreichische Nationalbank wurde mit der Verabschiedung des Finanzmarktaufsichtsgesetzes mit der Beobachtung dieser Zahlungsverkehrssysteme beauftragt.

## Die OeNB im Europäischen System der Nationalbanken
Die nationalen Zentralbanken der 27 Mitgliedsstaaten der EU bilden gemeinsam mit der Europäischen Zentralbank (EZB) das Europäische System der Zentralbanken (ESZB). Des Weiteren setzt sich das Eurosystem – innerhalb des ESZB – aus der EZB und den nationalen Zentralbanken der 17 am Euro beteiligten Länder zusammen. Zum Eurogebiet zählen seit dem 1. Jänner 1999 neben Österreich noch Belgien, Deutschland, Finnland, Frankreich, Irland, Italien, Luxemburg, die Niederlande, Portugal und Spanien. 2001 kam Griechenland, 2007 Slowenien, 2008 kamen Malta und Zypern, 2009 kam die Slowakei sowie 2011 Estland hinzu.
Das ESZB an sich kann weder Rechtsakte erlassen noch Geschäfte tätigen, es dient lediglich als gemeinsamer Rahmen für die EZB und die staatlichen Zentralbanken.
Die nationalen Zentralbanken, Grundkapitaleigner der Europäischen Zentralbank, bleiben einerseits rechtlich selbständig, andererseits folgen sie, in enger Beziehung zueinander, gemeinsamen Richtlinien, die im AEUV und in der ESZB/EZB-Satzung festgesetzt sind.
Gemäß Art. 127.1 AEUV ist das oberste Ziel des ESZB die Sicherung der Preisstabilität. Darüber hinaus fördert das Eurosystem – im Hinblick auf das primäre Ziel – die allgemeine Wirtschaftspolitik in der Europäischen Gemeinschaft.
Der EZB-Rat, das Direktorium und – solange es Staaten gibt, die sich nicht am Euro beteiligen – den „Erweiterten Rat der EZB“ bilden gemäß Artikel 107.3 die Leitung des ESZB.

## Kontroversen
Der Sozialbericht des Bundesministerium für Soziales, Gesundheit, Pflege und Konsumentenschutz (BMSGPK) 2024 beinhaltet in Band II, Sozialpolitische Analysen, einen Studienteil zu Privateigentum in Österreich, in dem sich Ökonomen der OeNB als Gegenmaßnahme zur ungleichen Verteilung von Einkommen und Vermögen in Österreich für eine Vermögens- und Erbschaftssteuer aussprechen, was in der OeNB für Aufregung sorgte. Dabei entstand auch der Eindruck, eine Debatte sollte unterdrückt werden. Eine Vermögenssteuer hatte es in Österreich unter anderen Bedingungen bereits von 1955 bis 1993 gegeben.

## Präsidenten/Gouverneure
| Name                 | Amtszeit                                                       |
| -------------------- | -------------------------------------------------------------- |
| Richard Reisch       | 1922–1932                                                      |
| Viktor Kienböck      | 1932–1938                                                      |
| Eugen Kaniak         | 1945                                                           |
| Hans Rizzi           | 1945–1952                                                      |
| Eugen Margarétha     | 1952–1960                                                      |
| Reinhard Kamitz      | 1960–1967                                                      |
| Wolfgang Schmitz     | 1968–1973                                                      |
| Hans Kloss           | 1973–1978                                                      |
| Stephan Koren        | 1978–1988                                                      |
| Hellmuth Klauhs      | 1988–1990                                                      |
| Maria Schaumayer     | 1990–1995                                                      |
| Klaus Liebscher      | 1995–1998 Präsident, von 1998 bis September 2008 Gouverneur    |
| Adolf Wala           | 1988–1998 Generaldirektor, 1998–2003 Präsident des Generalrats |
| Herbert Schimetschek | 2003–2008 Präsident des Generalrats                            |
| Claus Raidl          | 1. September 2008 – 31. August 2018 Präsident des Generalrats  |
| Ewald Nowotny        | 1. September 2008 – 31. August 2019 Gouverneur                 |
| Harald Mahrer        | ab 1. September 2018 Präsident des Generalrats                 |
| Robert Holzmann      | ab 1. September 2019 Gouverneur                                |